# Kim Je-deok
Kim Je-deok (n. 12 aprilie 2004, Gyeongsang de Nord, Coreea de Sud) este un arcaș ce a reprezentat Coreea de Sud, medaliat olimpic. A participat la 2 ediții ale Jocurilor Olimpice (2020, 2024) în care a câștigat trei medalii de aur.